# Komenda Rejonu Uzupełnień Kościan

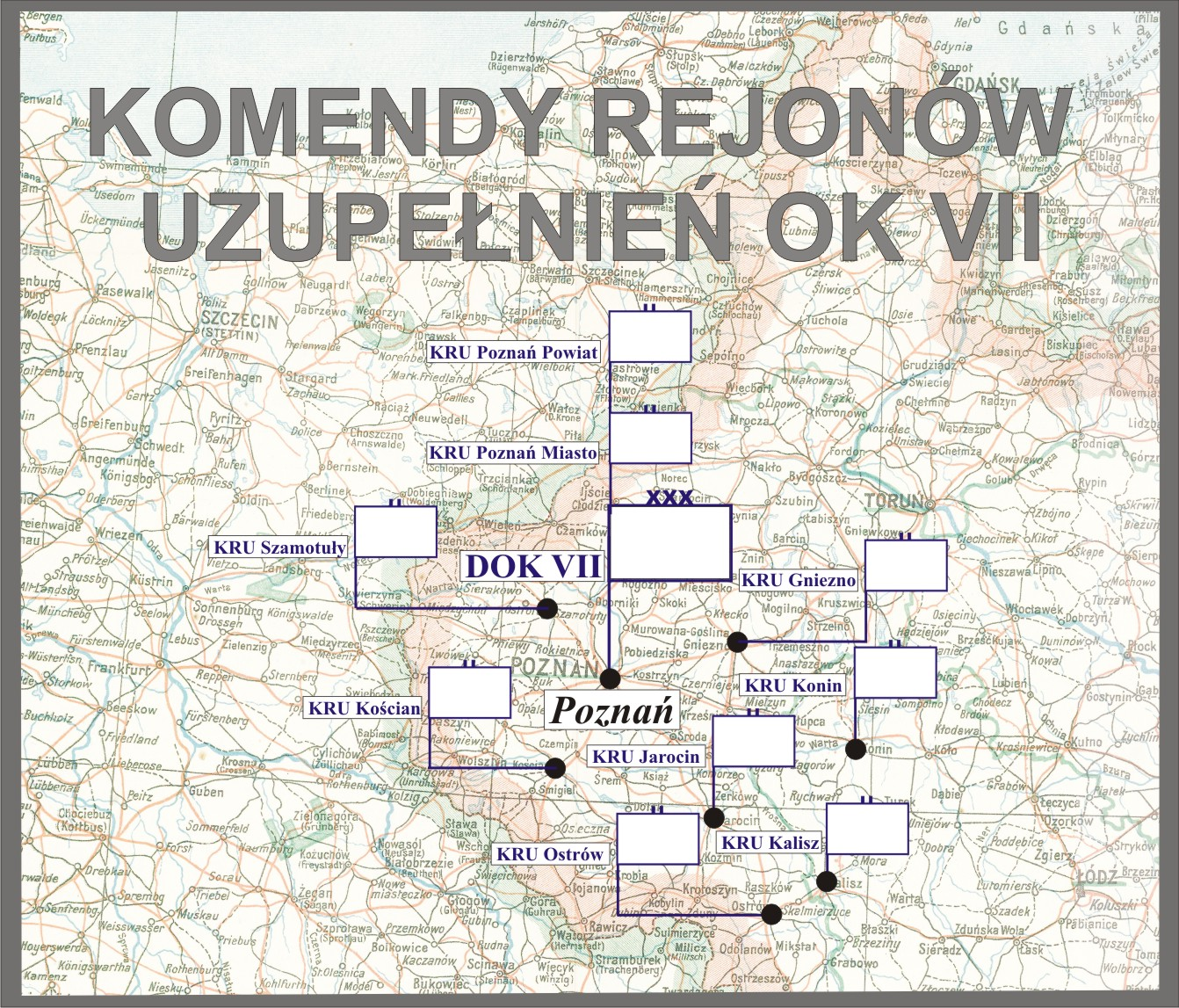
Komendy rejonów uzupełnień DOK VII

Komenda Rejonu Uzupełnień Kościan (KRU Kościan) – organ wojskowy właściwy w sprawach uzupełnień Sił Zbrojnych II Rzeczypospolitej i administracji rezerw w powierzonym mu rejonie.

## Historia komendy
15 listopada 1921 roku, po wprowadzeniu podziału kraju na dziesięć okręgów korpusów oraz wprowadzeniu pokojowej organizacji służby poborowej, na obszarze Okręgu Korpusu Nr VII została utworzona Powiatowa Komenda Uzupełnień Kościan, która obejmowała swoją właściwością powiaty: kościański, leszczyński, śmigielski i wolsztyński. Powiaty: kościański, śremski i wolsztyński zostały wyłączone z byłej PKU Śrem, natomiast powiat leszczyński z byłej PKU Krotoszyn. 5 grudnia 1921 roku komendant PKU major artylerii Ceptowski zarządził by wszyscy oficerowie i równorzędni narodowości polskiej, zamieszkali w powiecie kościańskim, stawili się na „zebranie kontrolne” 16 grudnia o godz. 9.00 w Hotelu Viktoria w Kościanie, Aleje Kościuszki 21. Uczestników zebrania obowiązywało „ubranie wojskowe”. W latach 1921–1925 obowiązki kierownika kancelarii pełnił st. sierż. Wacław Kęsicki.
18 listopada 1924 roku weszła w życie ustawa z dnia 23 maja 1924 roku o powszechnym obowiązku służby wojskowej, a 15 kwietnia 1925 roku rozporządzenie wykonawcze ministra spraw wojskowych do tejże ustawy, wydane 21 marca tego roku wspólnie z ministrami: spraw wewnętrznych, zagranicznych, sprawiedliwości, skarbu, kolei, wyznań religijnych i oświecenia publicznego, rolnictwa i dóbr państwowych oraz przemysłu i handlu. Wydanie obu aktów prawnych wiązało się z przejęciem przez władze cywilne (administracji I instancji) większości zadań związanych z przygotowaniem i przeprowadzeniem poboru. Przekazanie większości zadań władzom cywilnym umożliwiło organom służby poborowej zajęcie się wyłącznie racjonalnym rozdziałem rekruta oraz ewidencją i administracją rezerw. Do tych zadań dostosowana została organizacja wewnętrzna powiatowych komend uzupełnień i ich składy osobowe. Poszczególne komendy różniły się między sobą składem osobowym w zależności od wielkości administrowanego terenu.
Zadania i nowa organizacja PKU określone zostały w wydanej 27 maja 1925 roku instrukcji organizacyjnej służby poborowej na stopie pokojowej. W skład PKU Kościan wchodziły trzy referaty: I) referat administracji rezerw, II) referat poborowy i referat inwalidzki. Nowa organizacja i obsada służby poborowej na stopie pokojowej według stanów osobowych L. O. I. Szt. Gen. 3477/Org. 25 została ogłoszona 4 lutego 1926 roku. Z tą chwilą zniesione zostały stanowiska oficerów ewidencyjnych.
12 marca 1926 roku została ogłoszona obsada personalna Przysposobienia Wojskowego, zatwierdzona rozkazem Dep. I L. 6000/26 przez pełniącego obowiązki szefa Sztabu Generalnego gen. dyw. Edmunda Kesslera, w imieniu ministra spraw wojskowych. Zgodnie z nową organizacją pokojową Przysposobienia Wojskowego zostały zlikwidowane stanowiska oficerów instrukcyjnych przy PKU, a w ich miejsce utworzone rozkazem Oddz. I Szt. Gen. L. 7600/Org. 25 stanowiska oficerów przysposobienia wojskowego w pułkach piechoty.
Od 1926 roku, obok ustawy o powszechnym obowiązku służby wojskowej i rozporządzeń wykonawczych do niej, działalność PKU Kościan normowała „Tymczasowa instrukcja służbowa dla PKU”, wprowadzona do użytku rozkazem MSWojsk. Dep. Piech. L. 100/26 Pob.
Z dniem 10 stycznia 1927 roku, w związku z likwidacją PKU Gostyń, minister spraw wojskowych dokonał zmian w podziale terytorialnym Okręgu Korpusu Nr VII. W ramach tych zmian z PKU Kościan został wyłączony powiat wolsztyński i przyłączony do PKU Poznań Powiat, natomiast z PKU Jarocin został wyłączony powiat śremski i włączony do PKU Kościan.
W marcu 1930 roku PKU Kościan była nadal podporządkowana Dowództwu Okręgu Korpusu Nr VII w Poznaniu i administrowała powiatami: kościańskim, leszczyńskim, śmigielskim i śremski. W grudniu tego roku komenda posiadała skład osobowy typ IV.
31 lipca 1931 roku gen. dyw. Kazimierz Fabrycy, w zastępstwie ministra spraw wojskowych, rozkazem B. Og. Org. 4031 Org. wprowadził zmiany w organizacji służby poborowej na stopie pokojowej. Zmiany te polegały między innymi na zamianie stanowisk oficerów administracji w PKU na stanowiska oficerów broni (piechoty) oraz zmniejszeniu składu osobowego PKU typ I–IV o jednego oficera i zwiększeniu o jednego urzędnika II kategorii. Liczba szeregowych zawodowych i niezawodowych oraz urzędników III kategorii i niższych funkcjonariuszy pozostała bez zmian.
Z dniem 1 kwietnia 1932 roku został zniesiony powiat śmigielski, a jego terytorium włączone do powiatu kościańskiego.
1 lipca 1938 roku weszła w życie nowa organizacja służby uzupełnień, zgodnie z którą dotychczasowa PKU Kościan została przemianowana na Komendę Rejonu Uzupełnień Kościan przy czym nazwa ta zaczęła obowiązywać 1 września 1938 roku, z chwilą wejścia w życie ustawy z dnia 9 kwietnia 1938 roku o powszechnym obowiązku wojskowym. Obok wspomnianej ustawy i rozporządzeń wykonawczych do niej, działalność KRU Kościan normowały przepisy służbowe MSWojsk. D.D.O. L. 500/Org. Tjn. Organizacja służby uzupełnień na stopie pokojowej z 13 czerwca 1938 roku. Zgodnie z tymi przepisami komenda rejonu uzupełnień była organem wykonawczym służby uzupełnień.
Komendant rejonu uzupełnień w sprawach dotyczących uzupełnień Sił Zbrojnych i administracji rezerw podlegał bezpośrednio dowódcy Okręgu Korpusu Nr VII, który był okręgowym organem kierowniczym służby uzupełnień. Rejon uzupełnień nie uległ zmianie i nadal obejmował powiaty: kościański, leszczyński i śremski.

## Obsada personalna
Poniżej przedstawiono wykaz oficerów zajmujących stanowisko komendanta Powiatowej Komendy Uzupełnień i komendanta rejonu uzupełnień oraz wykaz osób funkcyjnych (oficerów i urzędników wojskowych) pełniących służbę w PKU i KRU Kościan, z uwzględnieniem najważniejszych zmian organizacyjnych przeprowadzonych w latach 1926 i 1938.
| Komendanci                                | Komendanci              | Komendanci                          |
| ----------------------------------------- | ----------------------- | ----------------------------------- |
| Stopień, imię i nazwisko                  | Okres pełnienia funkcji | Kolejne stanowisko (dalsze losy)    |
| mjr art. Józef Ceptowski                  | I 1921 – II 1927        | stan spoczynku z dniem 30 IV 1927   |
| mjr żand. / piech. Stefan Musil           | VII 1927 – III 1929     | dyspozycja dowódcy OK VII           |
| Franciszek Stanisław Leon Wierzchaczewski | XII 1929 – 31 VII 1930  | stan spoczynku                      |
| mjr piech. Aleksander Wojciech Kicia      | IX 1930 – 1939          | od 29 IX 1939 w niemieckiej niewoli |

| Obsada pozostałych stanowisk funkcyjnych PKU w latach 1921–1925 | Obsada pozostałych stanowisk funkcyjnych PKU w latach 1921–1925 | Obsada pozostałych stanowisk funkcyjnych PKU w latach 1921–1925 | Obsada pozostałych stanowisk funkcyjnych PKU w latach 1921–1925 |
| --------------------------------------------------------------- | --------------------------------------------------------------- | --------------------------------------------------------------- | --------------------------------------------------------------- |
| I referent                                                      | kpt. piech. Bronisław Hołownia                                  | 1 X 1922 – 14 V 1923                                            | przydzielony do 57 pp                                           |
| I referent                                                      | kpt. piech. Jan Osuchowski                                      | od 14 V 1923                                                    |                                                                 |
| II referent                                                     | urzędnik wojsk. XI rangi Czesław Kamiński                       | od 10 V 1923                                                    |                                                                 |
| II referent                                                     | kpt. kanc. Józef Władysław Albiński                             | od XI 1924                                                      |                                                                 |
| referent inwalidzki                                             | urzędnik wojsk. XI rangi Antoni Woźniak                         | do I 1924                                                       | OE Witkowo PKU Gniezno                                          |
| referent inwalidzki                                             | por. piech. Czesław Ogrodowski                                  | III 1925 – II 1926                                              | referent inwalidzki                                             |
| oficer instrukcyjny                                             | por. piech. Józef Żabiński                                      |                                                                 |                                                                 |
| oficer ewidencyjny na powiat kościański                         | por. piech. Antoni Tabaczek                                     | od 1 VIII 1923                                                  |                                                                 |
| oficer ewidencyjny na powiat kościański                         | por. kanc. Bronisław Józef Chomicz                              | I 1924 – V 1925                                                 | dyspozycja dowódcy OK VII                                       |
| oficer ewidencyjny na powiat leszczyński                        | urzędnik wojsk. XI rangi / por. kanc. Antoni Donigiewicz        | od 1 VI 1923                                                    |                                                                 |
| oficer ewidencyjny na powiat śmigielski                         | urzędnik wojsk. XI rangi Adolf Jan Zaleski                      | 1 VI – 1 XII 1923                                               | OE Rawa Ruska PKU Rawa Ruska                                    |
| oficer ewidencyjny na powiat śmigielski                         | por. kanc. Henryk Czesław Gorajecki                             | XII 1923 – XII 1925                                             | WSO Nr VII w Poznaniu                                           |
| oficer ewidencyjny na powiat wolsztyński                        | por. art. Zdzisław Zygfryd Lipiński                             | 1 VIII 1923 – II 1926                                           | kierownik II referatu                                           |
| Obsada pozostałych stanowisk funkcyjnych PKU w latach 1926–1938 |                                                                 |                                                                 |                                                                 |
| kierownik I referatu administracji rezerw i zastępca komendanta | kpt. gosp. Jan Raszewski                                        | II 1926 – IV 1929                                               | dyspozycja dowódcy OK VII                                       |
| kierownik I referatu administracji rezerw i zastępca komendanta | mjr piech. Aleksander Wojciech Kicia                            | do IX 1930                                                      | komendant PKU Kościan                                           |
| kierownik I referatu administracji rezerw i zastępca komendanta | kpt. piech. Jan Fritz                                           | do 1 VIII 1932                                                  | PKU Tarnopol                                                    |
| kierownik I referatu administracji rezerw i zastępca komendanta | kpt. piech. Stanisław Józef Mielicki                            | VIII 1931 – był w VI 1935                                       | kierownik I referatu KRU Kalisz                                 |
| kierownik II referatu poborowego                                | por. art. Zdzisław Lipiński                                     | II – III 1926                                                   | kierownik II referatu PKU Grodzisk Maz.                         |
| kierownik II referatu poborowego                                | por. piech. Czesław Joachim Ogrodowski                          | III 1926 – VI 1938                                              | kierownik II referatu                                           |
| referent inwalidzki                                             | por. piech. Czesław Joachim Ogrodowski                          | II – III 1926                                                   | kierownik II referatu                                           |
| referent                                                        | por. kanc. Jan I Ostrowski                                      | II – IV 1926                                                    | referent PKU Szamotuły                                          |
| referent                                                        | por. kanc. Jan Sopiński                                         | od IV 1926                                                      |                                                                 |
| Obsada pozostałych stanowisk funkcyjnych KRU w latach 1938–1939 |                                                                 |                                                                 |                                                                 |
| kierownik I referatu ewidencji                                  | kpt. adm. (piech.) Franciszek Konstanty Ussorowski              | był w III 1939                                                  |                                                                 |
| kierownik II referatu uzupełnień                                | kpt. adm. (piech.) Czesław Joachim Ogrodowski                   | był w III 1939                                                  | od IX 1939 w niewoli, w Oflagu VII A Murnau                     |